# Anne Debarre
Anne Debarre (París, 1957), coneguda també com a Anne Debarre-Blanchard, és una arquitecta francesa dedicada íntegrament a la docència i a la recerca. Com a decent desenvolupa la seva labor, des de l'any 2000, en Escola d'Arquitectura de París-Malaquais, i és membre del laboratori Arquitectura, Cultura i Societat segles xix i xx que, des de 1987, dirigeix Monique Eleb.

## Biografia
Des de molt nena es va sentir atreta per les ciències exactes, les matemàtiques i el dibuix, la qual cosa la va decidir a estudiar arquitectura. Però quan inicia els seus estudis a la universitat descobreix les ciències humanes i socials i es comença a interessar pel rol social de l'arquitectura i els temes relacionats amb l'habitatge. Es diploma en arquitecta el 1982 per l'Escola d'Arquitectura de París-Villemin (desapareguda en el 2000 després de la redistribució d'escoles d'arquitectura a París) presentant com a treball de finalització de carrera “El disseny de l'habitatge com un potencial d'ús”. Després de la seva diplomatura continua la seva formació acadèmica a la mateixa escola obtenint, el 1985, un certificat d'estudis en arquitectura (CEAA era l'homòleg per a les escoles d'arquitectura del DEA, tots dos diplomes no existeixen en l'actualitat, ja que han estat substituïts pel diploma de mestratge) especialitzat en Arquitectura Domèstica.
Entre els anys 1982 i 1986 inicia la seva carrera com a docent i investigadora temporal a París-Villemin. És ara quan participa en un projecte de recerca patrocinat pel Ministeri de l'Urbanisme, Habitatge i Transports que donarà com a fruit la publicació, com coautora al costat de Monique Eleb del llibre “Architectures de la vie privée. XVIIe-XIXe siècles”, amb prefaci de Michelle Perrot, Bruxelles, A.A. m., 1989. Réed. París, Hazan, 2000.
Va romandre com investigadora a París-Villemin durant deu anys, exercint funcions com a investigadora en contracte i es converteix en membre del laboratori Arquitectura, Cultura i Societat segles xix i xx i del laboratori de Recerques i estudis al voltant de la socialització de l'arquitectura.
Aconsegueix plaça de docent permanent en Història i Cultura arquitectònica l'any 1997. Mentre es prepara per aconseguir aquest lloc obté, l'any 1993, un altre diploma d'estudis (DEA) de la Universitat París VIII en co-tutela amb les escoles d'arquitectura, especialitzat en “El projecte arquitectònic i urbà”.
Ha realitzat diverses publicacions tant articles puntuals, com a llibres, informes de projectes de recerca o la contribució en llibres col·lectius. A més ha impartit nombroses conferències i ha participat en congressos científics, així com les seves missions científiques com a assessora de recerca i experta en el camp de l'habitatge, tant per a entitats públiques com para privades.
També realitza catàlegs d'exposicions d'arquitectura sola o de forma col·lectiva, com el realitzat en 2002 amb Pascal Mory, “Viure en Saint-Quentin-en-Yvelines, entre tradició i utopia”.